# Doppelhaus

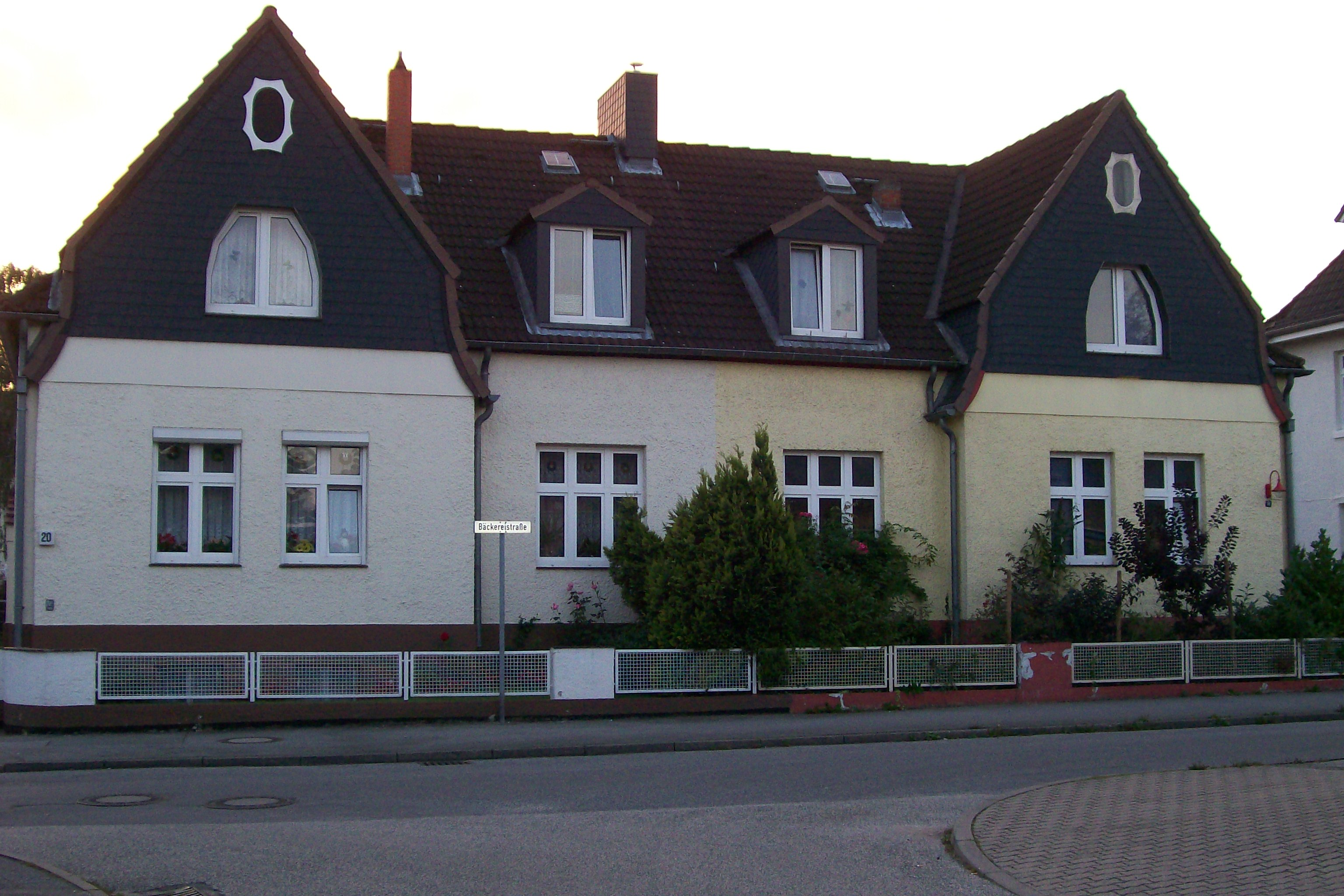
Symmetrisch gestaltetes Doppelhaus in Lübeck

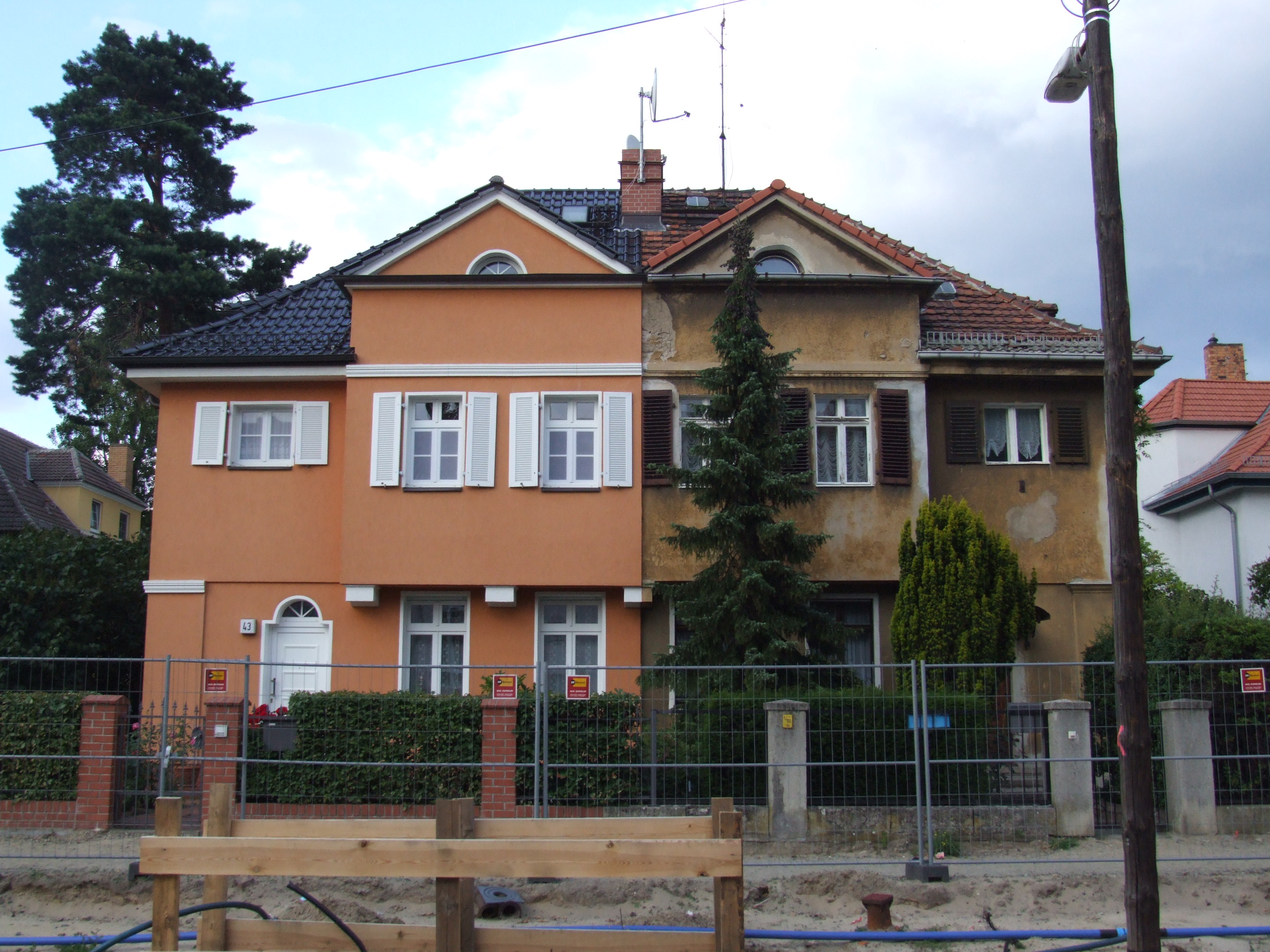
Sanierte und unsanierte Doppelhaushälfte

Der Begriff Doppelhaus steht für verschiedene, sich teils überschneidende Begriffe des Bauwesens.

## Wohnhausarchitektur

### Definition
In der Wohnhausarchitektur bezeichnet Doppelhaus zwei aneinandergebaute und oft einheitlich gestaltete Einfamilienhäuser. In Österreich wird dafür auch der Begriff gekuppelte Bauweise verwendet.
In der Regel wird von einem Doppelhaus gesprochen, wenn zwei Häuser („Doppelhaushälften“) an der Grundstücksgrenze aneinander gebaut sind; jedoch sind auch ein oder mehrere Doppelhäuser auf einem ungetrennten Grundstück möglich (z. B. in der Rechtsform des Wohnungs- und Teileigentums). Entscheidend für die Bauform ist, dass es sich um zwei durchgehend durch einen Brandabschluss (früher gemeinsame Brandwand, heute zwei Wände mit gedämmter Trennfuge) getrennte eigenständige Gebäude handelt.

### Gestaltung
Die beiden Hälften sind dabei oftmals ähnlich gestaltet, häufig mit achsensymmetrischer Fassadengestaltung und Grundriss. Damit ähnelt ein typisches Doppelhaus zwei spiegelsymmetrischen Einzelhäusern. Ist bei den beiden Hälften keine symmetrische Bauweise zu erkennen, spricht man von „einseitig angebaut“.
Normalerweise handelt es sich bei der gemeinsamen Wand um eine Seitenwand der Gebäude. Handelt es sich um die Rückwand, dann trägt es die Bezeichnung Back-to-back-Bebauung.

### Bodenplatten
Doppelhäuser können durchgehende oder getrennte Bodenplatten besitzen.
Eine durchgehende Bodenplatte reduziert die Risiken von Setzungsdifferenzen, da die Lasten einheitlich verteilt werden, was die Stabilität des gesamten Bauwerks fördert. Sie ist besonders dann von Vorteil, wenn die örtlichen Bodenverhältnisse schwierig sind. Außerdem lassen sich Abdichtungsmaßnahmen effizienter umsetzen. Insgesamt ist eine durchgehende Bodenplatte im Vergleich zu zwei getrennten Platten einfacher und kostengünstiger zu realisieren.
Eine getrennte Bodenplatte hat den Vorteil, dass eventuelle entstehende Feuchtigkeit oder Nässe nicht auf beide Doppelhaushälften übertragen werden. Dies gilt auch insbesondere für den Schallschutz. Besonders dann, wenn die beiden Doppelhaushälften unterschiedlichen physikalischen Belastungen ausgesetzt sind, erweist sich als weiterer Vorteil getrennter Bodenplatten, dass sich beide Gebäudeteile unabhängig voneinander setzen können, wodurch die Risiken von Wand- oder Bodenrissen gemindert werden. Die besondere Präzision der statischen Berechnungen sowie der anschließenden Bauausführung verursacht bei getrennten Bodenplatten allerdings höhere Kosten als bei durchgehenden.

### Vor- und Nachteile gegenüber freistehenden Gebäuden
Die Vorteile von Doppelhäusern gegenüber freistehenden Gebäuden sind eine günstigere Flächenausnutzung der Grundstücke und eine Verminderung der Heizkosten durch einen geringeren Außenwandanteil. Nachteile liegen darin, dass je eine Wand fensterlos bleiben muss sowie in der eingeschränkten Schalltrennung der beiden Haushälften. Hausgruppen haben dieselben Vor- und Nachteile gegenüber freistehenden Gebäuden.

## Historische Gutsarchitektur

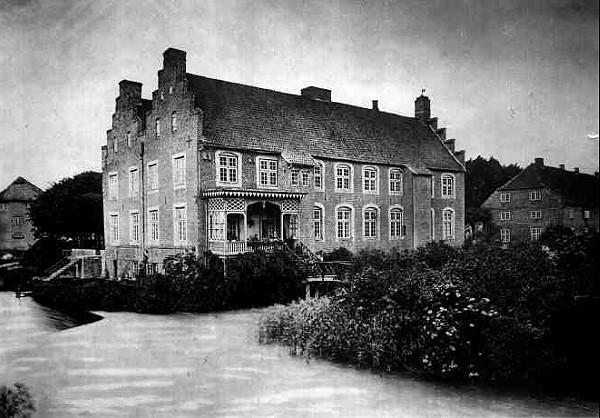
Doppelhaus Gut Wensin, 17. Jh.

Das Doppelhaus (auch Doppeldachhaus) ist in der historischen Gutsarchitektur in Schleswig-Holstein eine Variante des sogenannten Mehrfachhauses. Hier setzt sich der Baukörper aus zwei aneinandergefügten längsrechteckigen Häusern zusammen, deren Satteldächer parallel verlaufen und damit dem Haus seine charakteristische Silhouette mit zwei nebeneinanderstehenden Giebeln verleihen.

## Baurecht
Im deutschen Baurecht bezeichnet ein Doppelhaus nach § 22 Baunutzungsverordnung (BauNVO) eine Gebäudekonstruktion mit zwei einseitig an der Grundstücksgrenze aneinander gebauten Häusern. Entscheidend ist dabei die Stellung zur Grundstücksgrenze. Doppelhäuser auf ungetrennten Grundstücken gelten baurechtlich als Einzelhaus. Unerheblich ist die Zahl der Wohnungen oder der Hauseingänge. So können auch Mehrfamilienhäuser oder Bürohäuser baurechtlich ein Doppelhaus bilden. Andere Gebäudetypen der offenen Bauweise nach § 22 BauNVO sind das Einzelhaus und die Hausgruppe.
Im Einzelnen gelten unter anderem gelten folgende gerichtliche Leitlinien für den Doppelhauscharakter.
- Es ist nicht zwingend, dass Doppelhaushälften gleichzeitig oder spiegelbildlich gebaut werden.
- Beide Doppelhaushälften dürfen versetzt oder gestaffelt aneinandergebaut werden.
- Berühren sich zwei selbstständig errichtete Baukörper zwar an der gemeinsamen Grenze, stehen jedoch ansonsten praktisch allseitig frei, bilden sie kein Doppelhaus.
- Für das Maß der Übereinstimmung beider Gebäude ist eine gemeinsame Gebäudehöhe ein besonders wichtiges Kriterium.

Das letztere Kriterium wird jedoch von den Gerichten nicht immer sehr streng ausgelegt. In einem Urteil des Oberverwaltungsgericht für das Land Nordrhein-Westfalen vom 18. Januar 2016 (Az.: 10 A 2574/14) erkannte das Gericht den Doppelhauscharakter trotz eines Höhenunterschieds von 4,59 Metern an. Grund für diese krasse Diskrepanz war die Aufstockung einer von zwei Bungalow-Hälften.